# Nathalia Kaur
Nathalia Pinheiro Felipe Martins (Niterói, 15 de agosto de 1990), conhecida por Nathalia Kaur, é uma atriz, cantora e modelo indo-brasileira radicada na Índia.

## Vida pessoal
Nascida em Niterói, sua mãe tem ascendência portuguesa enquanto a ascendência exata de seu pai é pouco conhecida; em uma entrevista, Kaur disse que é "meio punjabe", e que seu pai é meio indiano, sendo seu avô paterno do Punjabe e sua avó paterna portuguesa.
Nathalia trabalhou como modelo desde os 14 anos de idade e continuou enquanto estudava direito na Universidade Cândido Mendes até parar para se dedicar completamente à carreira de modelo quando recebeu uma oferta para trabalho na Índia. Ela mudou o sobrenome "Pinheiro" para "Kaur" por isso soar mais agradável à mídia indiana e ser mais facilmente pronunciável.

## Carreira
Nathalia trabalhou como modelo no Brasil e em outros países até se mudar para a Índia depois de receber uma oferta. Lá ela ganhou o "Kingfisher Calendar Model Hunt" e apareceu no "Kingfisher Swimsuit Calendar" naquele ano.
Kaur estreou no cinema no filme canarês "Dev Son of Mudde Gowda" dirigido por Indrajit Lankesh. Antes do lançamento ela foi escolhida por Ram Gopal Varma para trabalhar em seu próximo filme Department ". Antes Verma queria escalar Sunny Leone, mas devido as suas obrigações contratuais por "Jism 2", Varma a substituiu por Kaur. Kaur também aparecerá no terceiro filme da serie Jism. (currently titled Jism 3).
Em 2015, abriu mão de trabalhos na Índia e retornou ao Brasil para realizar seu maior sonho, o de se tornar Miss. No mês de março, foi escolhida como a Miss Mundo Espírito Santo e, em junho, representou o estado no Miss Mundo Brasil 2015, concurso no qual se classificou entre as dez semifinalistas, além de conquistar o prêmio de Miss Personalidade e vencer a Prova de Talento. No mês seguinte, foi escolhida para representar o município de Armação de Búzios no Miss Rio de Janeiro 2015, concurso realizado em setembro do mesmo ano e no qual se sagrou vencedora. Com a vitória, representará seu estado natal no Miss Brasil 2015, alcançando o feito de participar, no mesmo ano, dos dois maiores concursos de beleza do país.

## Filmografia
| Ano  | Título                  | Língua       | Papel     |
| ---- | ----------------------- | ------------ | --------- |
| 2012 | Dev Son of Mudde Gowda  | Canarês      |           |
| 2012 | Department              | Hindi        |           |
| 2013 | Commando-A One Man Army | Hindi        |           |
| 2013 | Dhalam / Koottam        | Telugo/tâmil |           |
| 2013 | Bhai]                   | Telugo       |           |
| 2013 | Rudramadevi             | Telugo       | Annambika |
| 2014 | Guns of Benaras         | Hindi        | Hema      |
| 2015 | Rocky Handsome          | Hindi        | Anna      |

## Concursos
| Ano  | Concurso            | Representou       | Colocação              |
| ---- | ------------------- | ----------------- | ---------------------- |
| 2015 | Miss Mundo Brasil   | Espírito Santo    | Semifinalista (Top 10) |
| 2015 | Miss Rio de Janeiro | Armação de Búzios | Vencedora              |
| 2015 | Miss Brasil         | Rio de Janeiro    | Semifinalista (Top 15) |